# الیا هابز
الیا هابز (انگلیسی: Aleia Hobbs؛ زادهٔ ۲۴ فوریهٔ ۱۹۹۶) دونده اهل ایالات متحده آمریکا است.
وی در مسابقات کشوری و بین‌المللی در مجموع برندهٔ ۱ مدال نقره شده‌است.